# Gare de Schaanwald
La gare de Schaanwald (en allemand Bahnhof Schaanwald) est une gare ferroviaire Liechtensteinoise de la ligne de Feldkirch à Buchs, située au village de Schaanwald, sur le territoire de la commune de Mauren dans la Principauté du Liechtenstein.
Mise en service en 1872 par la Compagnie de chemin de fer du Vorarlberg, elle dispose d'un bâtiment construit en 1927 et classé monument en 1999. C'est une ancienne halte voyageurs Österreichische Bundesbahnen (ÖBB) qui n'est plus desservie depuis 1988.

## Situation ferroviaire
Établie à 452 mètres d'altitude, la halte de Schaanwald est située au point kilométrique (PK) 9,386 de la ligne de Feldkirch à Buchs, entre les gares de Feldkirch-Tisis (en Autriche) et de Nendeln.
La voie unique desservait un quai latéral.

## Histoire
La halte de Schaanwald est mise en service le 24 octobre 1872 par la Compagnie de chemin de fer du Vorarlberg, lorsqu'elle ouvre à l'exploitation la ligne de Feldkirch à Buchs. Il s'agit alors d'un simple arrêt sans édifice.
Après l'électrification de la ligne en décembre 1926, un plan pour la construction d'un bâtiment est publié en 1927. Le bâtiment, toujours existant, est construit et ouvert au service en 1928. Cette construction est modifiée par rapport au plan initial.
En 1988, la halte et son bâtiment ne sont plus utilisés par le service ferroviaire à la suite d'une rationalisation du service par l'Österreichische Bundesbahnen (ÖBB).

## Service des voyageurs
La halte de Schaanwald n'est plus desservie.

## Patrimoine ferroviaire
L'édifice construit en 1927, est un bâtiment en bois typique des constructions réalisées par les chemins de fer autrichiens dans la région d'Innsbruck. Il est unique en son genre au Liechtenstein. En octobre 1997, il est racheté par la municipalité de Mauren qui y réalise des travaux de restauration et de conservation. Il est classé monument historique le 19 janvier 1999.